# Všeobecné volby ve Spojeném království 1924
Všeobecné volby ve Spojeném království 1924 se konaly 29. října 1924 a díky diskreditaci vládnoucí labouristické vlády je jasně vyhrála Konzervativní strana. Do úřadu premiéra byl po volbách podruhé povolán konzervativec Stanley Baldwin.

## Pozadí
Předchozí všeobecné volby v roce 1923 neměly jasného vítěze, všechny tři velké strany získaly podobný počet mandátů. Protože vláda Konzervativní strany nezískala důvěru, byl v lednu 1924 pověřen sestavením vlády vůdce Labouristické strany Ramsay MacDonald.
Jednalo se o první labouristickou vládu v dějinách Spojeného království a její jmenování zaskočilo i samotné labouristy. Ač mohly Konzervativní a Liberální strana sestavit koaliční kabinet, obě strany se nakonec s krátkodobou vládou dělnické strany smířily; liberálové i konzervativci chtěli získat politické body, až se ukáže, že labouristé nejsou schopni vládnout.
Politika MacDonaldova kabinetu se v mnoha ohledech vůbec nelišila od předchozích vlád. Jak přednesl premiér Dolní sněmovně, hlavní zásadou zahraniční politiky bude důvěra a bude se zakládat na principech jako jsou lidská práva a solidarita s přihlédnutím k národním zájmům. Labouristická vláda tedy ve výsledku nepřinesla žádnou revoluční změnu a dosahovala i jistých diplomatických úspěchů. Její konec nakonec způsobily vztahy se Sovětským svazem. Již na začátku roku vláda uznala jeho existenci de iure, samotná Labouristická strana ale pod MacDonaldovým vedením potírala jakýkoli náznak bolševismu ve svých řadách. Uznání SSSR poskytlo pro konzervativce a liberály příležitost k tvrdým útokům proti kabinetu. Labouristé se stali obětí špinavé kampaně, zahrnující např. Zinovjevův dopis, podvrh předstírající, že Labouristická strana chystá v Británii komunistickou revoluci. Tyto události vedly v říjnu 1924 k pádu vlády a všeobecným volbám.
Konzervativní a Liberální strana se vydaly cestou ostré kritiky labouristů a obranou před komunistickým nebezpečím; volby jasně vyhráli konzervativci se 412 křesly v Dolní sněmovně. Labouristé spadli na 151 mandátů a liberálové na pouhých 40, ve svém obvodě prohrál i liberální lídr Herbert Henry Asquith. Z antikomunistické hysterie tedy profitovali víceméně jen konzervativci. 7 křesel obsadili konstitucionalosté, tvoření některými dřívějšími poslanci za Lloyd Gergeovy koaliční, posléze národní liberály. Obávaní komunisté získali jen zlomek hlasů a jedno křeslo. Poprvé od voleb roku 1918 kandidovali v severním Irsku zástupci Sinn Féin, ale neuspěli.
Volby vynesly do úřadu konzervativní vládu Stanleyho Baldwina, která zůstala u moci celé funkční období až do všeobecných voleb v roce 1929.

## Výsledky
| 412           | 151        | 40  | 12 |
| Konzervativci | Labouristé | Lib | O  |

| Strana | Strana                 | Lídr                  | Mandáty | Mandáty | Mandáty | Hlasy      | Hlasy |
| Strana | Strana                 | Lídr                  | Počet   | v %     | +/-     | Počet      | v %   |
| ------ | ---------------------- | --------------------- | ------- | ------- | ------- | ---------- | ----- |
|        | Konzervativní strana   | Stanley Baldwin       | 412     | 67,0%   | ▲ 154   | 7 418 983  | 46,8% |
|        | Labouristická strana   | Ramsay MacDonald      | 151     | 24,6%   | ▼ 40    | 5 281 626  | 33,3% |
|        | Liberální strana       | Herbert Henry Asquith | 40      | 6,5%    | ▼ 118   | 2 818 717  | 17,8% |
|        | Konstitucionalisté     | -                     | 7       | 1,1%    | ▲ 7     | 185 075    | 1,2%  |
|        | Komunistická strana    | Albert Inkpin         | 1       | 0,2%    | ▲ 1     | 51 176     | 0,2%  |
|        | Sinn Féin              | Éamon de Valera       | 0       |         | ▬ 0     | 34 181     | 0,2%  |
|        | nezávislí              | -                     | 2       | 0,3%    | ▲ 1     | 25 206     | 0,2%  |
|        | Severoirští labouristé | Sam Kyle              | 0       |         | ▬ 0     | 21 122     | 0,1%  |
|        | Scottish Prohibition   | Edwin Scrymgeour      | 1       | 0,2%    | ▬ 0     | 14 596     | 0,1%  |
|        | nezávislí liberálové   | -                     | 0       |         | ▼ 1     | 3 241      | 0,0%  |
|        | nezávislí labouristé   | -                     | 0       |         | ▬ 0     | 1 775      | 0,0%  |
|        | nezávislí unionisté    | -                     | 0       |         | ▬ 0     | 517        | 0,0%  |
|        | irští nacionalisté     | T. P. O'Connor        | 1       | 0,2%    | ▬ 0     | 0          | 0,0%  |
| celkem | celkem                 | -                     | 615     | 100%    | -       | 15 856 215 | 100%  |

| \| Hlasy \| Hlasy \| Hlasy \| Hlasy \| Hlasy \| \| ------------- \| ------------- \| ----- \| ------- \| ------- \| \| \| \| \| \| \| \| Konzervativci \| Konzervativci \| \| 46,79 % \| 46,79 % \| \| Labouristé \| Labouristé \| \| 30,68 % \| 30,68 % \| \| Liberálové \| Liberálové \| \| 17,78 % \| 17,78 % \| \| ostatní \| ostatní \| \| 4,75 % \| 4,75 % \| |               |  |         |         |
| Hlasy |               |  |         |         |
| |               |  |         |         |
| Konzervativci | Konzervativci |  | 46,79 % | 46,79 % |
| Labouristé | Labouristé    |  | 30,68 % | 30,68 % |
| Liberálové | Liberálové    |  | 17,78 % | 17,78 % |
| ostatní | ostatní       |  | 4,75 %  | 4,75 %  |

| \| Mandáty \| Mandáty \| Mandáty \| Mandáty \| Mandáty \| \| ------------- \| ------------- \| ------- \| ------- \| ------- \| \| \| \| \| \| \| \| Konzervativci \| Konzervativci \| \| 66,79 % \| 66,79 % \| \| Labouristé \| Labouristé \| \| 24,55 % \| 24,55 % \| \| Liberálové \| Liberálové \| \| 6,50 % \| 6,50 % \| \| ostatní \| ostatní \| \| 1,96 % \| 1,96 % \| |               |  |         |         |
| Mandáty |               |  |         |         |
| |               |  |         |         |
| Konzervativci | Konzervativci |  | 66,79 % | 66,79 % |
| Labouristé | Labouristé    |  | 24,55 % | 24,55 % |
| Liberálové | Liberálové    |  | 6,50 %  | 6,50 %  |
| ostatní | ostatní       |  | 1,96 %  | 1,96 %  |